# Quarry Cemetery (Montauban)
Quarry Cemetery is een Britse militaire begraafplaats met gesneuvelden uit de Eerste Wereldoorlog, gelegen in de Franse plaats Montauban-de-Picardie in het departement (Somme) en ligt 850 m ten noorden van het dorpscentrum. De begraafplaats werd ontworpen door Herbert Baker en wordt onderhouden door de Commonwealth War Graves Commission. Het terrein heeft een onregelmatige vorm en wordt omgeven door een muur bestaande uit gekloven vuurstenen die bovenaan afgewerkt zijn met bakstenen. Het Cross of Sacrifice staat centraal tegen de oostelijke muur. 
Er liggen 756 doden begraven waaronder 157 die niet meer geïdentificeerd konden worden.

## Geschiedenis
Montauban werd op 1 juli 1916 door de 30th en 18th Divisions veroverd en bleef tot aan het Duitse lenteoffensief, eind maart 1918, in geallieerde handen. Op 25 augustus 1918 werd het door de 7th Buffs en de 11th Royal Fuseliers van de 18th Division heroverd. 
De begraafplaats werd in juli 1916 gestart door een vooruitgeschoven verbandpost (Advanced Dressing Station) en was in gebruik tot februari 1917. Bij de verovering van het dorp door Duitse troepen werden ook hun gesneuvelden hier begraven. Na de wapenstilstand werden heel wat gesneuvelden uit de slagvelden rond Montauban (vooral uit de periode tussen juli en december 1916) en enkele kleinere begraafplaatsen hier bijgezet. Deze waren: Briquetterie Cemetery No.3, Caterpillar Wood Cemetery No.2 en Quarry Scottish Cemetery in Montauban en Green Dump Cemetery in Longueval.
Er liggen nu 672 Britten, 25 Australiërs, 38 Nieuw-Zeelanders, 5 Zuid-Afrikanen 15 Duitser en 1 Fransman begraven.
Voor 7 Britten werden Special Memorials opgericht omdat hun graven niet meer gelokaliseerd konden worden en men aanneemt dat ze zich onder de naamloze graven bevinden. 17 Britten en 2 Nieuw-Zeelanders worden herdacht met een Duhallow Block omdat zij oorspronkelijk in Quarry Scottish Cemetery en Green Dump Cemetery begraven waren, maar hun graven werden tijdens latere veldslagen vernietigd en niet meer teruggevonden.

## Graven

### Onderscheiden militairen
- C.C Chambers, kapitein bij de Royal Garrison Artillery; Noel Cairns Clery, kapitein bij de Royal Field Artillery en Andrew Guy Hutcheson, kapitein bij de Cameronians (Scottish Rifles) werden onderscheiden met het Military Cross (MC).
- sergeant F. Lynn en soldaat H.J. Sciggins, beiden van het Suffolk Regiment en soldaat T. Sinclair van de Cameronians (Scottish Rifles) werden onderscheiden met de Distinguished Conduct Medal (DCM).
- onderluitenant Frederick William Hopwood, de sergeanten Charles Andrews, Thomas Henry Britton, Thomas Rukin Buckham, Herbert Dobson, W. Flood en W. Harwood, de kanonniers Oliver Booth en W.H. Childs, geleider D. Spencer en soldaat William Brooks Smith ontvingen de Military Medal (MM).

### Minderjarige militairen
- Reginald Alfred Hobbs, mecanicien bij het Royal Flying Corps is met 16 jaar het jongste slachtoffer in deze begraafplaats.
- schutter J. E. Caunce en de soldaten Arthur Graham, Archibald Beck Larson en William Brooks Smith waren 17 jaar toen ze sneuvelden.